# 山田隆弘
山田 隆弘（やまだ たかひろ、1964年6月9日 - ）は、徳島県出身の元体操選手で現在はコーチ。1988年ソウルオリンピック体操男子団体銅メダリスト（このとき男子体操日本チーム副主将）。徳島県立鳴門高等学校～日本体育大学卒業。